# Мазандеранский язык
Мазандера́нский язы́к (самоназвание —Māzərūni مازِرونی — Mazəni مازنی , Tapəri تپری , مازرونی زیوون, Mazandarani или Tabari, также известен под названиями Mazeniki, Taperki) — иранский язык северо-западной ветви. Распространён в основном в иранских провинциях Мазендеран и Голестан. Мазендеранцы практически все двуязычны (второй язык — персидский). Персы частично могут понимать речь на мазендеранском языке, хотя грамматика и словарь последнего — более архаичны.

## История
Среди живых иранских языков мазандеранский имеет одну из наиболее долгих письменных традиций, с X до XV веков, когда Мазендеран пользовался относительной независимостью.
На мазандеранском языке создана богатая литература, в частности, Марзбан-наме (позднее этот труд переведен на персидский язык), поэма Амир Пазевари. Однако с XV в. наметился упадок в использовании мазандеранского языка, поскольку местная администрация начала переходить и в XVII в. окончательно перешла на персидский язык.
Мазандеранский язык — ближайший родственник гилянского (гиляки), со значительным сходством в лексике и грамматике. Оба указанных языка, в отличие от персидского, не подпали под влияние соседних арабского и тюркских языков.

## Грамматика
Мазандаранский язык — флективный. Категория грамматического рода отсутствует. Обычный порядок слов — SVO.

### Морфология
| Падеж     | Позиция   | Значение |
| --------- | --------- | -------- |
| Səre-a    | Номинатив | Дом      |
| Səre re   | Аккузатив | Дом      |
| Səreo     | Вокатив   | О дом!   |
| Səreşe    | Генитив   | Дома     |
| Səre re   | Датив     | Дому     |
| Səre Həje | Аблатив   | У дома   |

| Прилагательное | Позиция      | Значение    |
| -------------- | ------------ | ----------- |
| And-e Səre     | Аппликатив   |             |
| Gat Səre       | Компаратив   | Большой дом |
| Ota Səre       | Детерминатив | Этот дом    |
| Səre           | Суперлатив   | Xaar Səre   |

#### Суффиксы
Мазандеранский язык — синтетический, использует большое количество суффиксов для образования прилагательных, глаголов и особенно существительных. Ниже приведена выборка из персидско-мазендеранского словаря .:
| Суффикс | Пример    | Значение      |
| ------- | --------- | ------------- |
| Kash    | Kharkash  | Хорошее место |
| Kel     | Tutkel    | Тутовый Limit |
| Ij      | Yoshij    | Yoshian       |
| Bun     | Chenarbon | На банане     |
| Ja      | Səre Ja   | Дома          |
| Sar     | Bənesar   | Внизу         |

| Суффикс | Пример    | Значение          |
| ------- | --------- | ----------------- |
| Chaf    | Au Chaf   | Water Sucker      |
| Rush    | Halikrush | Drupelet Seller   |
| Su      | Vərgsu    | Wolf Hunter       |
| Kaf     | Ukaf      | Who acts in water |
| Vej     | Galvej    | Mouse Finder      |
| Yel     | vəngyel   | Bandmaster        |

## Правописание

### Персо-арабский алфавит и романизация
Мазандеранский пользуется персо-арабским алфавитом.
Латиницу для мазандеранского алфавита предложил Джахангир Наср Ашрафи для использования в словарях в качестве транслитерации.

## Влияние мазандеранского на другие языки

### Современный Иран
В Иране существует множество компаний, названия которых образованы от мазандеранских слов.

### Неиранские языки
Ряд мазандеранских заимствований имеется в туркменском.